# Pedaliodes japhleta
Pedaliodes japhleta är en fjärilsart som beskrevs av Butler 1870. Pedaliodes japhleta ingår i släktet Pedaliodes och familjen praktfjärilar. Inga underarter finns listade i Catalogue of Life.